# Південна Риба

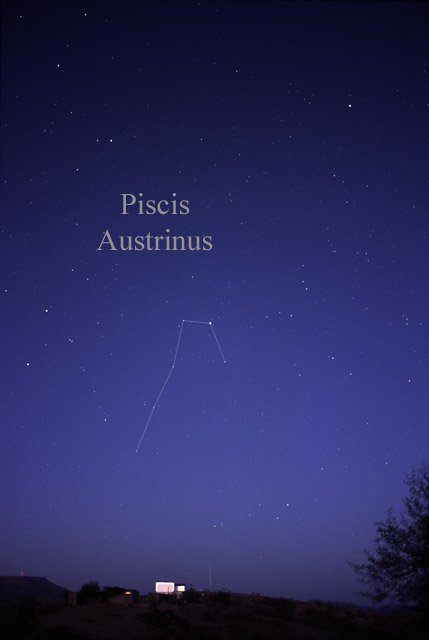
Південна Риба неозброєним оком.

Півде́нна Ри́ба (лат. Piscis Austrinus) — сузір'я південної півкулі неба. Містить 43 зорі, видимі неозброєним оком. Спостерігається на всій території України. Найкращі умови видимості протягом жовтня-листопада (низько над південним горизонтом).

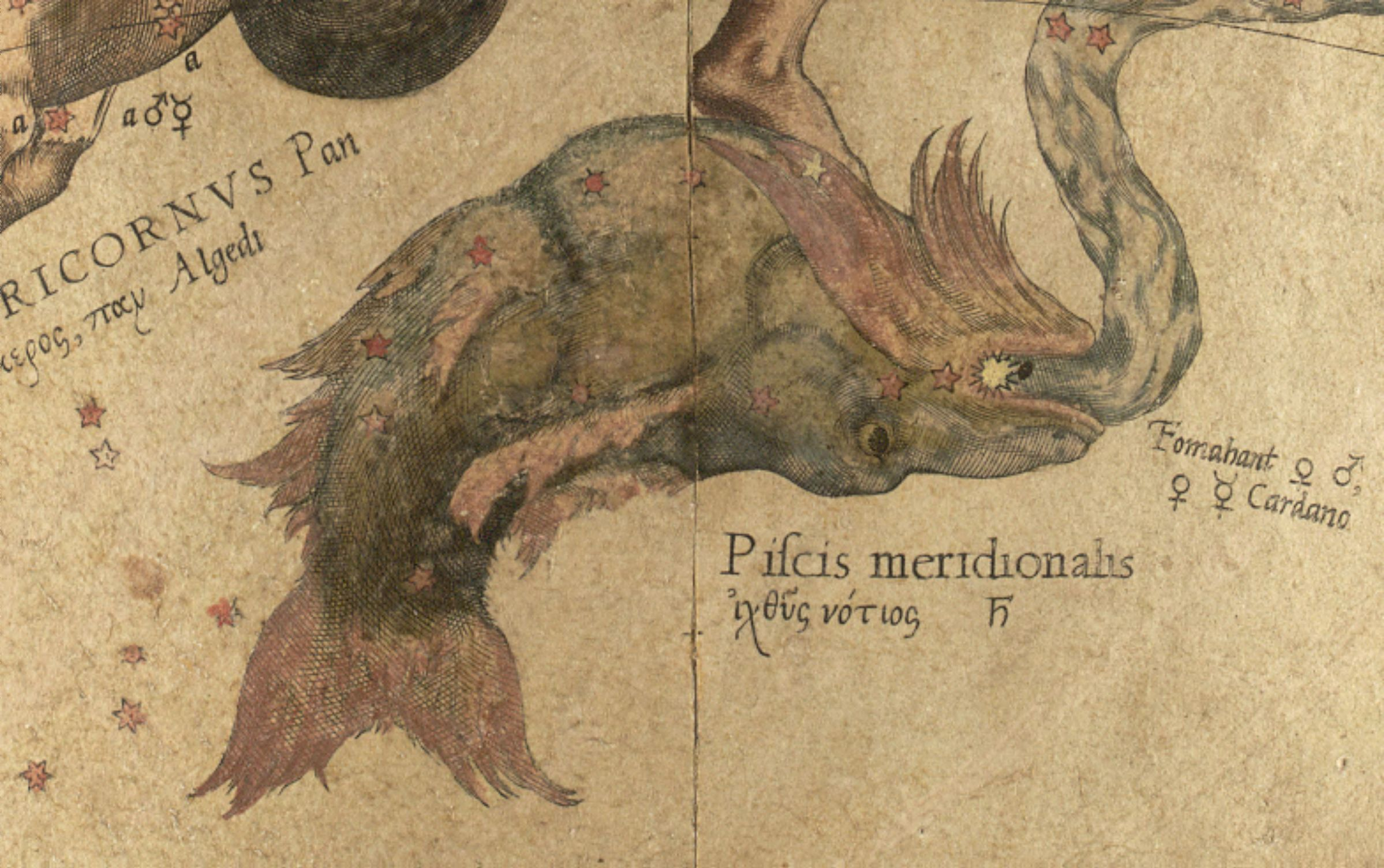
Сузір'я Південної Риби на глобусі Меркатора, 1551 рік

## Історія
Стародавнє сузір'я. Включене до каталогу зоряного неба Альмагест давньогрецького астронома Клавдія Птолемея ще у II столітті.
Назване Південною Рибою на противагу сузір'ю Риб. Сучасне сузір'я Журавля було частиною Південної Риби до кінця XVI століття.

## Зорі
Найякравіша зоря — Фомальгаут, яка символізує рот риби. В системі Фомальгаута є екзопланета Фомальгаут b. Це перша екзопланета, зображення видимого світла якої вдалось отримати завдяки телескопу Хаббл.